# Yelena Zamolódchikova
Yelena Zamolódchikova (Moscú; 19 de septiembre de 1982) es una gimnasta artística rusa, dos veces campeona olímpica en 2000 en las pruebas de salto de potro y suelo, y también dos veces campeona mundial en 1999 y 2002 en salto.

## Carrera deportiva
En el Mundial de Tianjin 1999 gana el oro en salto de potro, quedando delante de las rumanas Simona Amanar y Maria Olaru, el bronce en la general individual —tras Maria Olaru y la ucraniana Viktoria Karpenko—, y la plata por equipos —tras Rumania y delante de Ucrania—.
En las Olimpiadas de Sídney 2000 gana el oro en salto —por delante de la rumana Andreea Răducan y de su compatriota rusa Yekaterina Lobaznyuk—, otro oro en suelo —delante de su compatriota Svetlana Jórkina y la rumana Simona Amânar— y una plata en equipos, por detrás de Rumania y delante de Estados Unidos.
En el Mundial de Gante 2001 gana la plata en equipos, de nuevo tras Rumania (oro) y delante de Estados Unidos (bronce).
En el Mundial de Debrecen 2002 gana el oro en salto, por delante de la otra rusa Natalia Zigánshina y de la uzbeka Oksana Chusovitina.
En el Mundial de Anaheim 2003 gana la plata en salto, empatada con la norcoreana Yun Mi Kang, ambas por detrás de la vencedora, la uzbeka Oksana Chusovitina.
En los JJ. OO. de Atenas 2004 consigue el bronce en equipos, tras Rumania y Estados Unidos. Sus compañeras de equipo fueron las gimnastas Liudmila Yezhova, Svetlana Jórkina, María Kriuchkova, Anna Pávlova y Natalia Zigánshina.
Por último, poniendo fin a esta carrera deportiva plagada de éxitos, en el Mundial celebrado en Aarhus (Dinamarca) en 2006 consigue el bronce en el concurso por equipos, tras China (oro) y Estados Unidos (plata), siendo sus compañeras de equipo Anna Grudko, Polina Miller, Anna Pávlova, Kristina Právdina y Svetlana Kliúkina.